# ينا هولدينغ
ينا هولدينغ هي شركة مغربية قابضة تملكها عائلة ميلود الشعبي .تاسست سنة 2000 م .وتعني الأم باللغة الأمازيغة في إشارة إلى أنها الشركة الأم التي تتفرع عنها باقي شركات المجموعة.